# Serial (podcast)
Pour les articles homonymes, voir Serial.
Serial est un podcast de journalisme d'investigation, diffusé en épisodes hebdomadaires, à la manière d'un feuilleton radiophonique. Il s'agit d'un spin-off de la série radiophonique This American Life, acheté en 2020 par le New York Times.

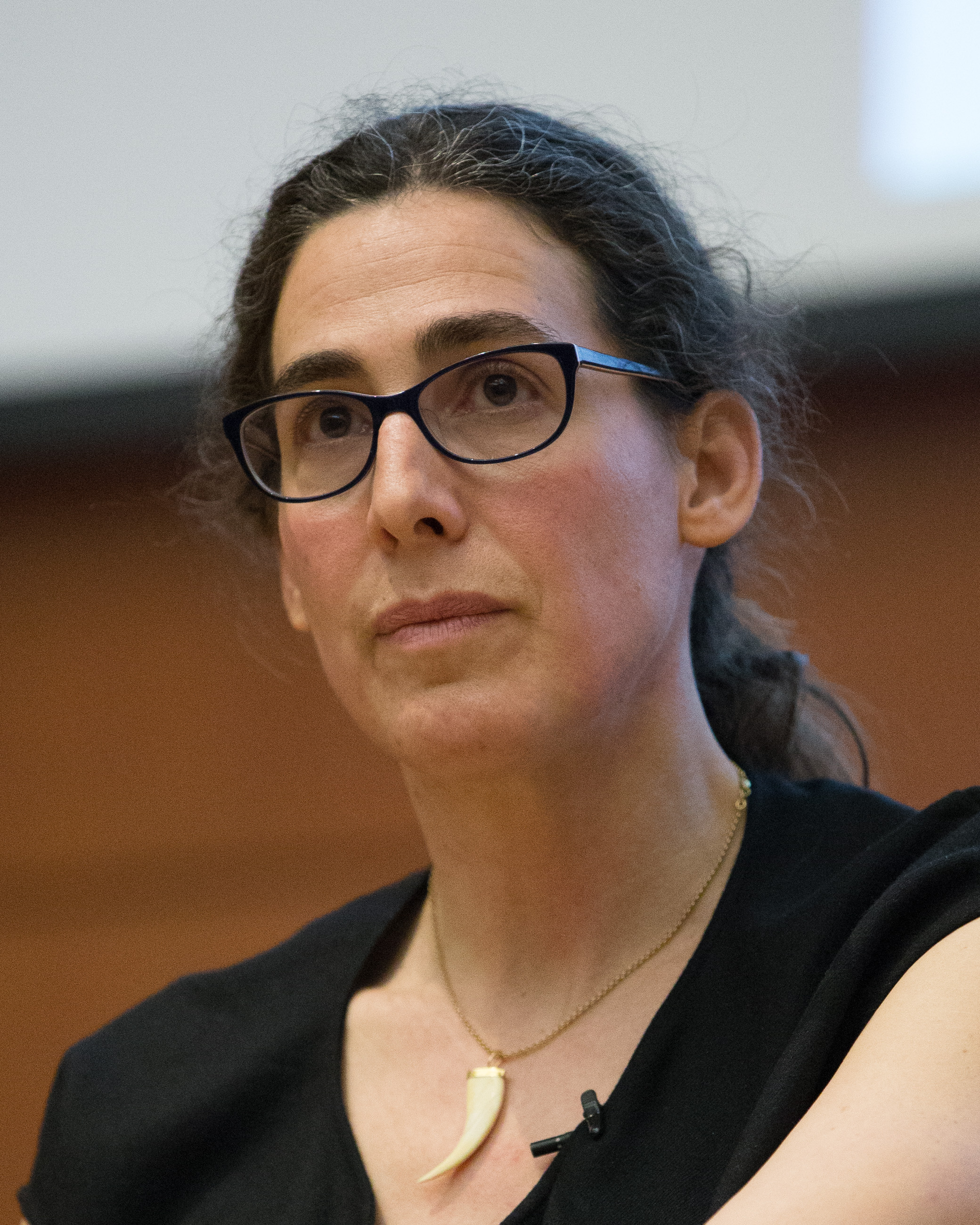
Sarah Koenig, narratrice et productrice de l'émission.

La première saison, diffusé à partir du 3 octobre 2014 sur le site de l'émission et sur WBEZ Chicago, est créée, coproduite et narrée par la journaliste Sarah Koenig. Elle se décline en 12 épisodes et reprend une enquête sur une affaire criminelle réelle, le meurtre de Hae Min Lee survenu en 1999 à Baltimore, aux États-Unis. Selon ses producteurs, ce podcast a été téléchargé plus de trois cents millions de fois. Il a également inspiré un documentaire sur la chaîne HBO.
La deuxième saison de Serial, lancée le 10 décembre 2015, enquête sur le soldat Bowe Bergdahl. La troisième saison, diffusée à partir de septembre 2018, décrit plusieurs affaires de droit commun à Cleveland. La saison 4, débutée le 30 juillet 2020, interroge pendant 5 épisodes les mécanismes de perpétuation de la ségrégation scolaire aux Etats Unis.

## Description

### Saison 1
Serial se penche sur le meurtre d'une étudiante de l'école secondaire Woodland High School de Baltimore, Hae Min Lee, survenu peu après sa disparition à environ 15 heures, le 13 janvier 1999. Son corps est retrouvé le 9 février à Leakin Park et identifié deux jours plus tard, l'affaire étant immédiatement traitée comme un homicide. Son ancien petit-ami, Adnan Syed, est arrêté le 28 février suivant et accusé d'assassinat (first-degree murder). Le 25 février 2000, à l'issue de six semaines de procès, le jeune homme, également âgé de 18 ans, est reconnu coupable du meurtre et condamné à la prison à perpétuité, bien qu'il ait toujours clamé son innocence.
Au fil des épisodes, le podcast relate les faits survenus quinze ans plus tôt, passe en revue les documents et témoignages ayant mené à la condamnation du suspect, et examine des éléments d'enquête entourant le drame. Le podcast inclut des extraits d'entretiens avec Adnan Syed, joint par téléphone dans sa prison du Maryland. Les producteurs de Serial retracent le déroulement de l'affaire et interviewent des personnes liées aux événements survenus à l'époque du meurtre de Hae Min Lee.
Sarah Koenig explique : « Serial s’appuie sur des principes fondamentaux : l'amour et la mort, la justice et la vérité. [...] Ce n'est pas une idée originale. Peut-être que le format podcast l'est, et en faire un récit documentaire est très difficile, mais essayer d'en faire une série, c'est vieux comme Dickens. » Le dénouement de la série est inconnu des créateurs même du podcast, qui ignorent si la version des faits d'Adnan Syed, qui se dit innocent, sont la vérité, ou si de nouveaux éléments découverts durant l'enquête journalistique confirmeront le verdict rendu en février 2000.
La série dévoile les défaillances de l’enquête sur le meurtre de Hae Min Lee (en), et en septembre 2022, après avoir identifié deux autres suspects, les procureurs de Baltimore demandent à un juge d'annuler la condamnation d'Adnan Syed, qui est libéré après 23 ans en prison, et placé sous bracelet électronique dans l’attente d’une décision sur un éventuel nouveau procès,,. Les poursuites contre lui sont finalement abandonnées le 11 octobre 2022.

### Saison 2
La deuxième saison est consacrée au sergent Bowe Bergdahl, un soldat de l'armée américaine qui a été détenu pendant cinq ans par les talibans, puis accusé de désertion.

### Saison 3 (2018)
La troisième saison raconte le fonctionnement habituel du système de justice criminelle américain, au contraire des deux premières saisons qui décrivent des cas extraordinaires. Les épisodes concernent des cas différents, enregistrés en particulier dans la Cuyahoga County Court of Common Pleas (en) de Cleveland. Sarah Koenig a décrit la saison comme « une année à regarder la justice criminelle ordinaire, dans l'endroit le moins exceptionnel qui soit: Cleveland » ,,,.

### Saison 4 (2020)
Dans la saison 4, Chana Joffe-Walt accuse le libéralisme blanc qui a contribué à perpétuer la ségrégation des écoles publiques en Amérique sous le couvert d'idéaux progressistes. Le podcast révèle ainsi l'inconfortable vérité selon laquelle, depuis les années 60, la suprématie blanche peut être cachée par des signaux de vertu,.
Chana Joffe-Walt avait déjà été impliquée pour This American Life dans la production d'épisodes sur la ségrégation scolaire, qui ont reçu un Peabody Award.

## Production
Les épisodes, de durée variable, sont publiés chaque jeudi. Serial reçoit le soutien financier de This American Life et WBEZ, en plus d'être sponsorisé par Mailchimp. Le podcast est coproduit par Sarah Koenig et Julie Snyder, toutes deux productrices de l'émission This American Life. Le thème musical a été composé par le musicien canadien Nick Thorburn, membre des groupes Islands et The Unicorns.
Annoncé par Ira Glass à l'antenne de This American Life en septembre 2014, peu avant la publication du premier épisode du nouveau podcast, Serial a alors l'ambition, selon l'animateur, de donner aux auditeurs « la même expérience qu'une série sur HBO ou Netflix, dans laquelle vous faites connaissance avec les personnages et les événements semaine après semaine, mais avec une histoire vraie, et sans images ».

## Épisodes

### Saison 1
| №  | Titre                              | Durée | Date de diffusion |
| -- | ---------------------------------- | ----- | ----------------- |
| 1  | The Alibi                          | 53:28 | 3 octobre 2014    |
| 2  | The Breakup                        | 36:28 | 3 octobre 2014    |
| 3  | Leakin Park                        | 27:34 | 10 octobre 2014   |
| 4  | Inconsistencies                    | 33:44 | 16 octobre 2014   |
| 5  | Route Talk                         | 43:10 | 23 octobre 2014   |
| 6  | The Case Against Adnan Syed        | 43:37 | 30 octobre 2014   |
| 7  | The Opposite of the Prosecution    | 32:30 | 6 novembre 2014   |
| 8  | The Deal with Jay                  | 43:56 | 13 novembre 2014  |
| 9  | To Be Suspected                    | 47:40 | 20 novembre 2014  |
| 10 | The Best Defense is a Good Defense | 53:47 | 4 décembre 2014   |
| 11 | Rumors                             | 41:18 | 11 décembre 2014  |
| 12 | What We Know                       | 55:37 | 18 décembre 2014  |

### Saison 2
La deuxième saison de Serial est financée par une levée de fonds sur Internet, annoncée le 20 novembre 2014 au début de l'épisode 9 et confirmée le 26 novembre suivant. Au terme de la première saison, la seconde est annoncée pour une date non précisée en 2015 et le sujet, différent, n'est pas immédiatement dévoilé.
Le premier épisode de la deuxième saison de Serial, qui enquête sur le soldat Bowe Bergdahl, paraît le 10 décembre 2015.
| №  | Titre               | Durée   | Date de diffusion |
| -- | ------------------- | ------- | ----------------- |
| 1  | DUSTWUN             | 44:15   | 10 décembre 2015  |
| 2  | The Golden Chicken  | 59:12   | 17 décembre 2015  |
| 3  | Escaping            | 54:18   | 24 décembre 2015  |
| 4  | The Captors         | 45:01   | 7 janvier 2016    |
| 5  | Meanwhile, in Tampa | 53:14   | 21 janvier 2016   |
| 6  | 5 O'Clock Shadow    | 59:46   | 4 février 2016    |
| 7  | Hindsight, Part 1   | 37:14   | 18 février 2016   |
| 8  | Hindsight, Part 2   | 36:14   | 19 février 2016   |
| 9  | Trade Secrets       | 48:08   | 3 mars 2016       |
| 10 | Thorny Politics     | 51:26   | 17 mars 2016      |
| 11 | Present for Duty    | 1:05:06 | 31 mars 2016      |

### Saison 3
| № | Titre                                     | Durée     | Date de diffusion |
| - | ----------------------------------------- | --------- | ----------------- |
| 1 | A bar fight walks into the justice center | 54 min    | 20 septembre 2018 |
| 2 | You’ve got some gauls                     | 58 min    | 20 septembre 2018 |
| 3 | Misdemeanor, meet Mr. Lawsuit             | 1 h 4 min | 27 septembre 2018 |
| 4 | A bird in jail is worth two on the street | 1 h 1 min | 4 octobre 2018    |
| 5 | Pleas baby pleas                          | 1 h 2 min | 11 octobre 2018   |
| 6 | You in the red shirt                      | 53 min    | 18 octobre 2018   |
| 7 | The snowball effect                       | 57 min    | 25 octobre 2018   |
| 8 | A madman's vacation                       | 1 h 6 min | 8 novembre 2018   |
| 9 | Some time when everything has changed     | 52 min    | 15 novembre 2018  |

## Accueil

### Saison 1
En novembre 2014, il devient le premier podcast à atteindre les 5 millions de téléchargements et d'écoutes en streaming. Il est alors le podcast le plus populaire aux États-Unis, au Canada, en Australie et au Royaume-Uni, en plus de percer le top 10 des podcasts les plus écoutés en Afrique du Sud, en Allemagne et en Inde.
La saison 1 de Serial a reçu un accueil en généralement très positif des critiques,,. L'intérêt des auditeurs pour mener eux aussi l'enquête, voire à s'improviser détectives, s'est exprimé notamment sur Reddit,.
Des parodies de Serial ont été publiées sur YouTube ou encore par Funny or Die. Le podcast a inspiré plusieurs mèmes, notamment MailKimp, en référence à une adolescente incapable de prononcer correctement le nom du commanditaire, MailChimp, et qui est entendue dans la publicité de 20 secondes précédant chaque épisode. Devant ce succès inattendu de leur publicité, la compagnie MailChimp a d'ailleurs acheté le nom de domaine mailkimp.com pour le rediriger vers son site officiel, et cette association avec Serial a été décrit comme l'un des coups publicitaires les plus réussis de 2014. La compagnie MailChimp a payé 6 000 dollars par épisode pour sa publicité au cours de la première saison de Serial.

### Saison 2
La saison 2 a été décrite comme une occasion manquée d'évoquer en profondeur les questions liées à la sécurité nationale.

### Saison 3
La saison 3 a reçu des critiques positives de la presse américaine. Andrew Liptak de The Verge évoque un "retour en grande forme", tandis que Nicholas Quah de Vulture la qualifie d'"ambitieuse, addictive et complètement différente".

### Saison 4
La saison 4 est vivement critiquée par les journalistes conservateurs de FoxNews.